# Satelita

Satelita poruszający się wokół ciała o większej masie

Satelita (łac. satelles dop. satellitis 'towarzysz, sługa') – ciało fizyczne obiegające inne ciało. Tor ruchu tego ciała nosi nazwę orbity.
Satelity dzielą się na:
- sztuczne, np. satelity telekomunikacyjne
- naturalne, zwane księżycami